# Nokia 5220

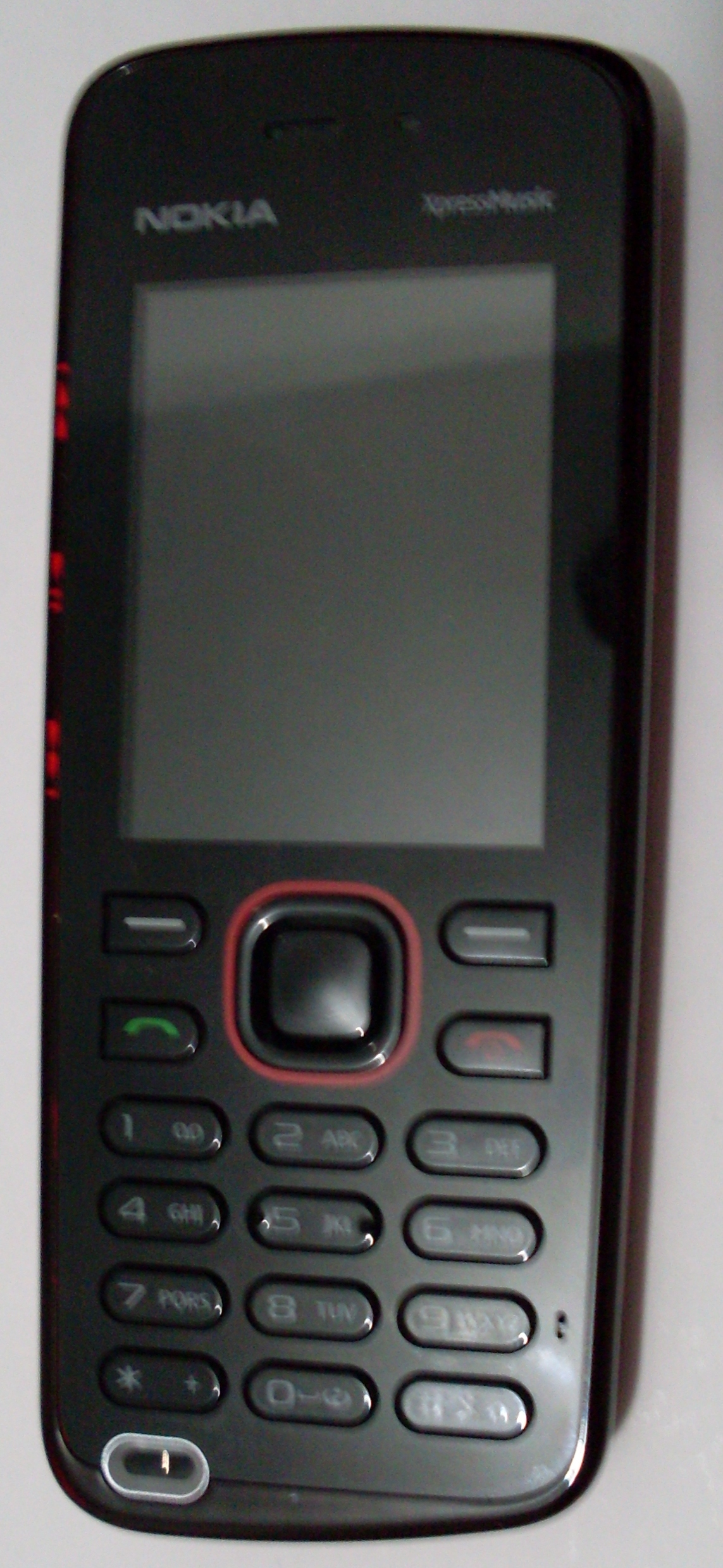
Nokia 5220

Nokia 5220 (även Nokia 5220 XpressMusic) är en mobiltelefon från 2008, producerad av Nokia.